# 瓯窑
瓯窑，指浙江省温州市一带的古瓷窑，有200多处窑址，广泛分布于温州市区和永嘉、乐清、瑞安、文成、泰顺等县市，多数集中在瓯江流域。上述瓷窑所产的瓷器亦称瓯窑，历史悠久，以青瓷为主，有胎白、淡釉的特点，装饰多用褐彩。:264

## 历史

### 汉末
温州地区早在商周时期就已经生产原始瓷器。永嘉县曾发现汉代的原始瓷窑遗址，也发现了东汉的瓷窑遗址，相互之间距离不远，造型、装饰也很相似。有的瓷窑兼烧印纹硬陶、带原始瓷特征的青褐釉制品和成熟的青灰绿釉瓷器。说明瓯窑是由本地的原始瓷手工业发展而来的，发展时间也跟浙江许多地方的瓷业大体同步。:264

### 六朝
六朝是瓯窑发展的重要时期，制瓷技术提高，产品种类增多，形成了自己的风格和体系，并具备了超越本地的影响力。
三国、西晋时期的瓯窑在配方和技术上都还有所不足，直到东晋，制瓷技术才大为进步，胎质细腻，釉层厚而均匀，胎釉结合牢固，釉色稳定，多数呈淡青色。:142窑器种类丰富，日用品有壶、罐、钵、碗、碟、笔筒、砚、水盂、槅、洗、烛台、灯盏、熏炉、唾壶、虎子等；明器有灶、井、鐎斗、火盆、鸡笼、狗圈、猪栏等。:265

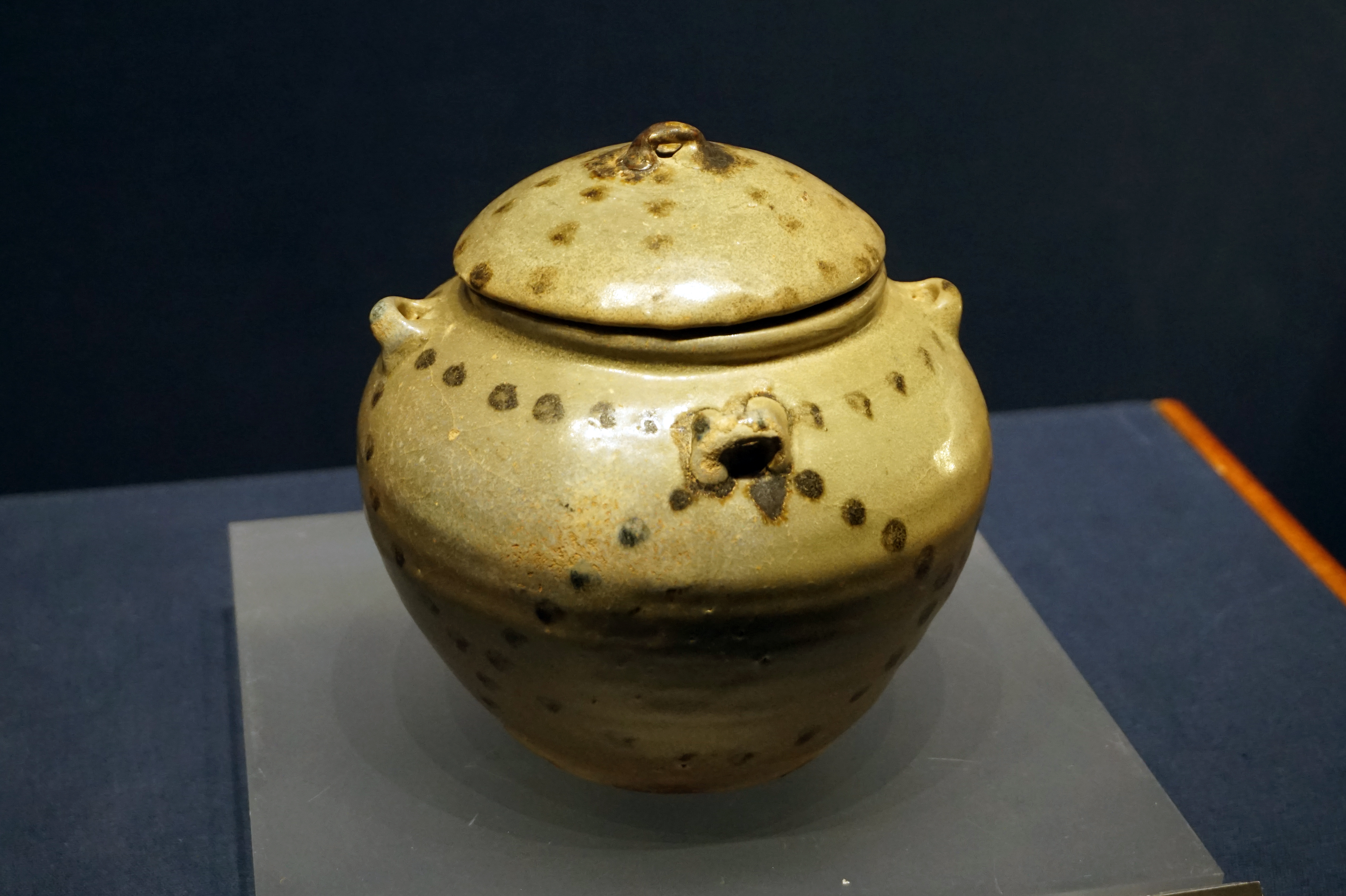
东晋青釉四系带盖瓷罐，温州博物馆藏。褐色点彩十分醒目

这一时期，瓯窑形成了自己的特色，瓷胎颜色较白、略带灰色，釉色淡青、比较透明，跟西晋之后越窑的灰胎深青釉有明显的差异:265。潘岳《笙赋》中有“傾縹瓷以酌酃”之说。《说文解字》解释“縹”为“帛青白色”。这种青白色的“缥瓷”可能就是瓯窑。:142在装饰方面，瓯窑广泛应用褐彩，将大小、多少、浓淡不一的点饰进行组合，与白胎淡釉互衬，相得益彰，把褐彩这种三国时期已经出现的装饰技法发挥得淋漓尽致。
随着技术的进步和风格的形成，瓯窑的影响力也在不断扩大，不仅供应本地区，还大量销往福建、广东、江苏等地区，并成为皇家和上层士族的生活用品。南京（六朝国都）地区东晋中晚期墓葬中出土的大量瓯窑产品、精品，浙江省境内东晋墓葬出土的瓷器，都可以说明瓯窑在东晋时的影响力甚至盖过了越窑。

### 唐宋
唐至五代，浙南瓷业继续快速发展，窑场数量增多，从瓯江下游的温州、永嘉等地向周边扩散，南至飞云江、鳌江流域，西至瓯江上游的丽水、龙泉。唐朝早期的瓷器造型饱满、厚重、大气；中晚唐、五代出现了造型明快活泼的精致小巧器物，胎体也更为细薄。装饰上继续使用褐彩，多在外壁饰以对称的大褐斑，有的也在器腹上绘画褐彩花草图案。
两宋的瓯窑以温州市郊的西山窑址群为代表，保持了胎白釉淡的特点，烧制物品多为日常的碗、壶、罐、杯、盏、盘等，其中玲珑精致的小型器物不断增多，装饰上则较为朴素，大多没有纹路，少量有深刻的莲瓣纹或寥寥数笔的花草纹，与题材丰富、图案多样的越窑差异明显。西山窑中一些物件的造型和支烧方法与越窑十分相似，因此也有学者不称之为瓯窑，而称温州窑。
唐宋时期，温州商品经济繁荣，海外交通和对外贸易日趋发达，瓯窑也作为外销商品大量出口，海上丝绸之路沿线港口多有瓯窑青瓷残片出土。

### 元明清
随着龙泉青瓷的发展，瓯窑在元代开始衰落，一些瓯窑窑场开始改烧龙泉风格的青瓷。明、清时期，温州地区的青瓷基本都已停烧。

## 图集
| - 西晋青釉瓷猪圈，温州博物馆藏 - 东晋虎形瓷灯座，温州博物馆藏 - 东晋青瓷点彩牛形灯，浙江省博物馆藏 - 唐青釉褐彩草叶纹横柄瓷壶，温州博物馆藏 - 北宋青瓷菩萨像，温州博物馆藏 |

### 北宋青釉褐彩蕨草纹瓷执壶
| - 北宋青釉褐彩蕨草纹瓷执壶，温州博物馆藏 - 北宋青釉褐彩蕨草纹瓷执壶，温州博物馆藏 |

温州博物馆“镇馆之宝”。温州市郊景山出土。造型挺拔，一侧为弧形长流（嘴），对侧有曲折的扁条形鋬（把手）。瓷器上绘满褐彩纹饰，盖面上绘有草叶纹，壶身绘有罕见的蕨草纹。通过控制彩料内铜和铁的含量，使得蕨叶呈褐色，而枝干呈现褐绿色。无论是器形还是纹饰，都具有浓郁的西亚金银器风格。